# Nikkō (Priester)
Nikkō (jap. 日興; * 1246; † 1333), in der Nichiren Shoshu, Sōka Gakkai und Nichiren Shu auch Byakuren Ajari Nikkō Shonin bzw. Nikkō Shonin genannt,  war einer der sechs älteren Schüler Nichirens und gilt als  Gründer der Fuji-Schule/Linie aus der sich später die Nichiren Shoshu entwickelte. Sein kompletter buddhistischer Name war Hawaki-bō Byakuren Ajari Nikkō (jap. 日興伯耆房 白蓮阿闍梨 日興).

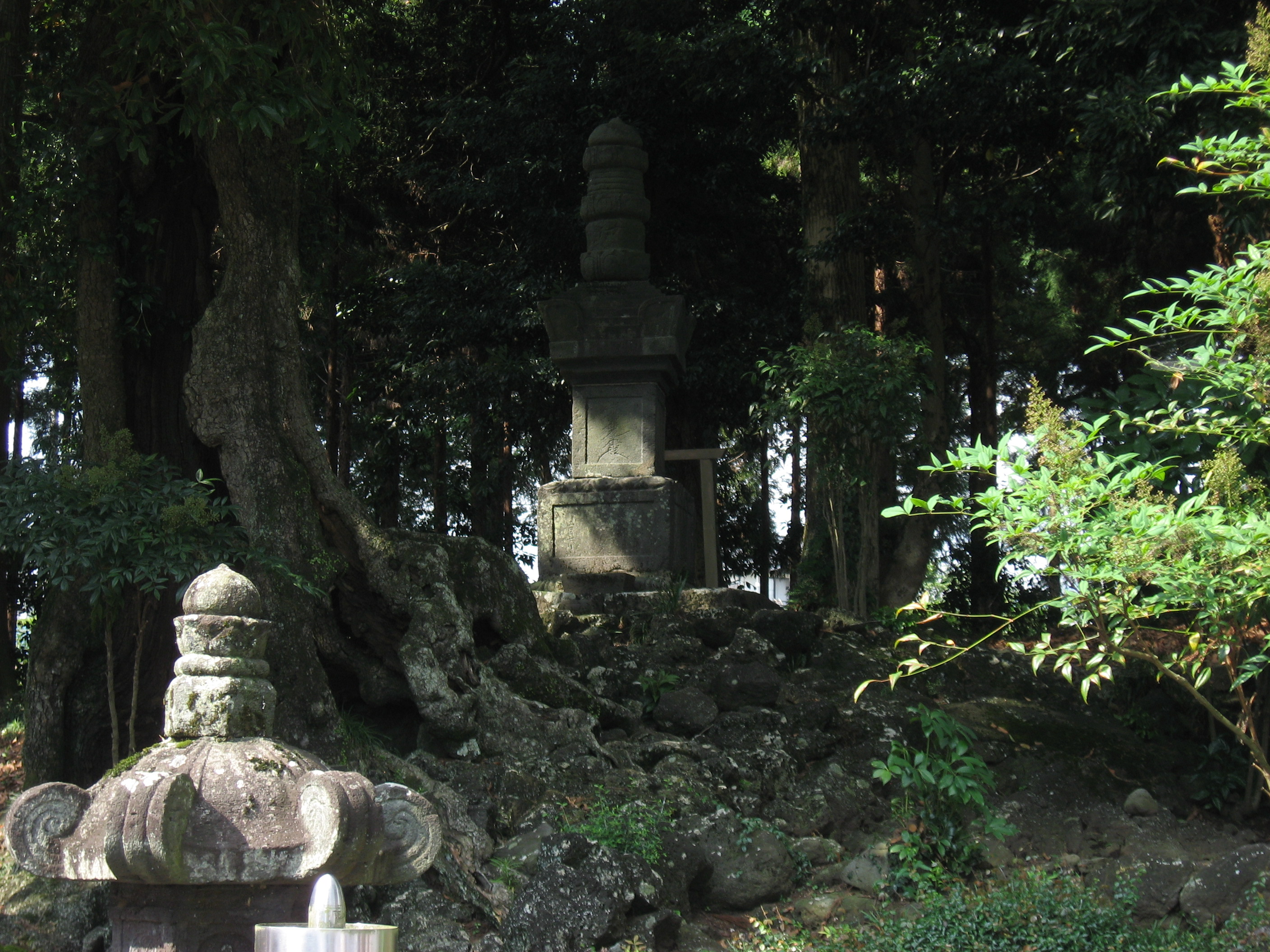
Grab Nikkōs

Nikkō stand im Zentrum der ersten Streitigkeiten, die sich nach Nichirens Ableben unter seinen Schülern ereigneten. Wegen dieser Auseinandersetzungen verließ er den Kuon-ji Tempel und gründete mit Unterstützung des Grundverwalters Najo Tokimitsu den Taiseki-ji Tempel, der heute der Haupttempel der Nichiren Shoshu ist. Nikkō war zusammen mit Nitchō im Jahr 1298 auch Gründer des Kitayama Honmon-ji Tempels (nicht zu verwechseln mit dem Ikegami Honmonji im heutigen Tokyo, der kurz vor seinem Tod von Nichiren auf Bitte von Ikegami Munenaka begründet wurde) und des dazugehörigen Priesterseminars in Omosu. Nikkō verbrachte hier den Rest seines Lebens. Das Grab Nikkōs befindet sich auf diesem, von ihm nach dem Weggang von Taiseki-ji gegründeten Tempel, heute offiziell Fujisan Honmon-ji (冨士山本門寺根源), Kitayama, Fujinomiya, Prf. Shizuoka. Auf dem Lageplan ist unter (1) das Grab mit der Stupa für Nikkō 日興, Todesjahr 1333 gelistet. Dieser Honmon-ji in Kitayama ist heute ein Tempel der Nichiren Shu.
Nach Lehrmeinung der Nichiren Shoshu bestimmte Nichiren Nikkō als seinen direkten Nachfolger am Kuon-ji. Die Dokumente, die dies belegen sollen, gelten jedoch als umstritten und werden von anderen Schulen des Nichiren-Buddhismus als Fälschung bezeichnet. Eine wissenschaftliche Untersuchung dazu gibt es nicht.